# Оздиг
Оздиг, Оздите, Оздие (ингуш. Озди) — село в Джейрахском районе Ингушетии. Входит в сельское поселение Гули.

## География
Расположено на юге республики Ингушетия, рядом с рекой Гулойхи, в 2 километрах от Российско-грузинской границы  в 27 километрах на юго-восток от Гули, административного центра поселения. Ближайшие населенные пункты: Бирги, Вовнушки.

### Часовой пояс
Село Оздиг, как и вся Республика Ингушетия, находится в часовой зоне МСК (московское время). Смещение применяемого времени относительно UTC составляет +3:00.

## Население
| 2010 |
| ---- |
| 0    |

## Инфраструктура
Отсутствует.